# Élections législatives de 1956 dans le Nord
Les élections législatives françaises de 1956 se tiennent le 2 janvier.
Ce sont les dernières élections législatives de la Quatrième république, après les élections de novembre 1946 et de juin 1951.

## Mode de scrutin
L'Assemblée nationale est composée de 626 sièges pourvus au scrutin proportionnel plurinominal suivant la règle de la plus forte moyenne dans le cadre départemental, sans panachage.
Le vote préférentiel est admis, en inscrivant un numéro d'ordre en face du nom d'un, de plusieurs ou de tous les candidats de la liste. Mais l'ordre ne pourra être modifié que si au moins la moitié des suffrages portés sur la liste est numéroté. Dans les faits les modifications ne dépasseront jamais les 7%.
La loi électorale du 7 mai 1951, dite loi des apparentements, reste en vigueur. Elle permet à la base une répartition des sièges à la représentation proportionnelle dans le département, mais si des listes « apparentées » avant le déroulement du scrutin obtiennent ensemble une majorité absolue de suffrages exprimés, elles reçoivent directement tous les sièges à pourvoir.
Dans le département du Nord, vingt-quatre députés sont à élire.
- La première correspond aux arrondissements de Dunkerque et d'Hazebrouck, elle est dotée de 4 sièges.
- La deuxième regroupe l'arrondissement de Lille, qui élit 10 députés.
- La troisième englobe le reste du département soit les arrondissements de Douai, Valenciennes, Cambrai et Avesnes, elle élit également 10 députés.

## Élus
| Député sortant      | Parti | Parti    | Député élu ou réélu | Parti | Parti    |
| ------------------- | ----- | -------- | ------------------- | ----- | -------- |
| 1re Circonscription |       |          |                     |       |          |
| André Pierrard      |       | PCF      | André Pierrard      |       | PCF      |
| Marcel Darou        |       | SFIO     | Marcel Darou        |       | SFIO     |
| Auguste Damette     |       | Rép. soc | Albert Denvers      |       | SFIO     |
| Paul Reynaud        |       | CNIP     | Paul Reynaud        |       | CNIP     |
| 2e Circonscription  |       |          |                     |       |          |
| Victor Provo        |       | SFIO     | Victor Provo        |       | SFIO     |
| Rachel Lempereur    |       | SFIO     | Rachel Lempereur    |       | SFIO     |
| Marcel Guislain     |       | SFIO     | Marcel Guislain     |       | SFIO     |
| Arthur Notebart     |       | SFIO     | Arthur Notebart     |       | SFIO     |
| Émile Dubois        |       | SFIO     | Arthur Ramette      |       | PCF      |
| Maurice Schumann    |       | MRP      | Maurice Schumann    |       | MRP      |
| Jules Duquesne      |       | MRP      | Jules Duquesne      |       | MRP      |
| Jean Catrice        |       | MRP      | Gustave Ansart      |       | PCF      |
| Paul Delmotte       |       | MRP      | Georges Helluin     |       | UFF      |
| Louis Christiaens   |       | CNIP     | Louis Christiaens   |       | CNIP     |
| 3e Circonscription  |       |          |                     |       |          |
| Henri Martel        |       | PCF      | Henri Martel        |       | PCF      |
| Arthur Musmeaux     |       | PCF      | Arthur Musmeaux     |       | PCF      |
| Albert Maton        |       | PCF      | Albert Maton        |       | PCF      |
| Émilienne Galicier  |       | PCF      | Émilienne Galicier  |       | PCF      |
| Eugène Thomas       |       | SFIO     | Eugène Thomas       |       | SFIO     |
| Raymond Gernez      |       | SFIO     | Raymond Gernez      |       | SFIO     |
| Robert Coutant      |       | SFIO     | Robert Coutant      |       | SFIO     |
| Paul Gosset         |       | MRP      | Paul Gosset         |       | MRP      |
| Henri Mallez        |       | ARS      | André Bonnaire      |       | Rad-soc  |
| Robert Nisse        |       | Rép. soc | Robert Nisse        |       | Rép. soc |

## Résultats

### Première circonscription  (Dunkerque-Hazebrouck)
1. Un seul apparentement est conclu, de type Front Républicain entre les listes SFIO et Rad-soc.

- La liste PRP se retire avant le jour de vote mais reste inscrite à la préfecture.

| Parti    | Parti             | Tête de liste     | Résultats | Résultats | Appar. | Appar. | Sièges |
| Parti    | Parti             | Tête de liste     | Voix      | %         | Voix   | %      | Nb.    |
| -------- | ----------------- | ----------------- | --------- | --------- | ------ | ------ | ------ |
|          | SFIO              | Marcel Darou      | 55 303    | 39,14     | 47 614 | 33,70  | 2 1    |
|          | Rad-soc           | Claude Fringado   | 55 303    | 39,14     | 7 689  | 5,44   | -      |
|          | CNIP-ARS-Rép. soc | Paul Reynaud      | 30 128    | 21,32     | -      | -      | 1 1    |
|          | PCF               | André Pierrard    | 23 979    | 16,97     | -      | -      | 1      |
|          | MRP               | Robert Prigent    | 22 201    | 15,71     | -      | -      | -      |
|          | UFF               | Auguste Blondiaux | 8 403     | 5,95      | -      | -      | -      |
|          | PRP               | Étienne Decherf   | 0         | 0,00      | -      | -      | -      |
|          |                   |                   |           |           |        |        |        |
| Inscrits | Inscrits          | Inscrits          | 161 013   | 100,00    |        |        | 4      |
| Votants  | Votants           | Votants           | 143 936   | 89,39     |        |        |        |
| Exprimés | Exprimés          | Exprimés          | 141 287   | 98,16     |        |        |        |

### Deuxième circonscription  (Lille)
- Aucun apparentement n'est conclut.

| Parti    | Parti    | Tête de liste          | Résultats | Résultats | Appar. | Appar. | Sièges |
| Parti    | Parti    | Tête de liste          | Voix      | %         | Voix   | %      | Nb.    |
| -------- | -------- | ---------------------- | --------- | --------- | ------ | ------ | ------ |
|          | SFIO     | Victor Provo           | 160 044   | 32,51     | -      | -      | 4 1    |
|          | PCF      | Arthur Ramette         | 114 075   | 22,46     | -      | -      | 2 2    |
|          | MRP      | Maurice Schumann       | 84 465    | 16,63     | -      | -      | 2 2    |
|          | CNIP-ARS | Louis Christiaens      | 57 488    | 11,32     | -      | -      | 1      |
|          | UFF      | Georges Helluin        | 47 006    | 9,25      | -      | -      | 1 1    |
|          | Rép. soc | Eugène Van der Meersch | 38 351    | 7,55      | -      | -      | -      |
|          | RTF      | Julien Dalbin          | 4 660     | 0,92      | -      | -      | -      |
|          |          |                        |           |           |        |        |        |
| Inscrits | Inscrits | Inscrits               | 570 630   | 100,00    |        |        | 10     |
| Votants  | Votants  | Votants                | 519 999   | 91,13     |        |        |        |
| Exprimés | Exprimés | Exprimés               | 507 934   | 97,68     |        |        |        |

### Troisième circonscription  (Avesnes-Cambrai-Douai-Valenciennes)
1. Un seul apparentement est conclu, de type Front Républicain entre les listes SFIO et Rad-soc.

| Parti    | Parti                 | Tête de liste     | Résultats | Résultats | Appar.  | Appar. | Sièges |
| Parti    | Parti                 | Tête de liste     | Voix      | %         | Voix    | %      | Nb.    |
| -------- | --------------------- | ----------------- | --------- | --------- | ------- | ------ | ------ |
|          | PCF                   | Henri Martel      | 181 593   | 37,40     | -       | -      | 4      |
|          | SFIO                  | Eugène Thomas     | 156 083   | 32,12     | 114 601 | 23,59  | 3      |
|          | Rad-soc               | André Bonnaire    | 156 083   | 32,12     | 41 482  | 8,54   | 1 1    |
|          | Rép. soc-CNIP-ARS-RGR | Louis Christiaens | 60 310    | 12,41     | -       | -      | 1 1    |
|          | MRP                   | Paul Gosset       | 47 329    | 9,74      | -       | -      | 1      |
|          | UFF                   | Marcel Timmerman  | 38 982    | 8,02      | -       | -      | -      |
|          |                       |                   |           |           |         |        |        |
| Inscrits | Inscrits              | Inscrits          | 556 965   | 100,00    |         |        | 10     |
| Votants  | Votants               | Votants           | 493 902   | 88,68     |         |        |        |
| Exprimés | Exprimés              | Exprimés          | 485 909   | 98,38     |         |        |        |